# Sangrías rituales en la Mesoamérica precolombina
La sangría o derramamiento de sangre, a veces descrito como autosacrificio, era la práctica ritualizada de cortarse o pinchar el propio cuerpo un individuo con el propósito de sangrar, lo que cumplía una serie de funciones ideológicas y culturales dentro de las antiguas sociedades mesoamericanas, en particular entre los mayas donde realizado por las élites gobernantes, el acto de derramamiento de sangre era crucial para el mantenimiento de la estructura sociocultural y política ya que era utilizado como herramienta para legitimar la posición del linaje gobernante y, cuando se llevaba a cabo, se creía importante para el bienestar percibido del pueblo o asentamiento determinado.

## Descripción

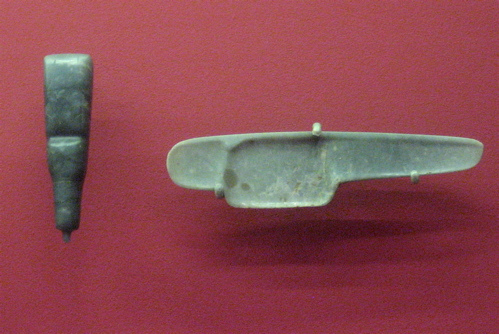
México, probablemente Guerrero, mango de letra de sangre olmeca, 1000-600 a. C.

La sangría se realizaba perforando o cortando una parte blanda del cuerpo, generalmente la lengua o las orejas, y esparciendo la sangre o recogiéndola sobre hojas de papel amate, que posteriormente era quemado.  El acto de quemar la sangre sacrificada simbolizaba la transferencia de la ofrenda a los dioses a través de su transformación en humo ascendente.
La perforación se realizaba utilizando hojas de obsidiana, espinas de raya o cactus o dientes de tiburón. En algunas circunstancias, se pasaba a través de la lengua una cuerda con espinas o escamas de obsidiana.
En el registro arqueológico de la región desde los olmecas se han encontrado habitualmente en tumbas de alto estatus espinas y dientes de jade o piedra. Algunos de estos artefactos de jade tienen puntas bastante desafiladas, pero podrían haber sido utilizados una vez realizado el corte inicial, o podrían ser puramente objetos rituales que no se utilizan en el derramamiento de sangre real sino que lo representaban simbólicamente. 
La ubicación de la sangría en el cuerpo a menudo se correlacionaba con un resultado deseado o una representación simbólica correspondiente. Por ejemplo, extraer sangre de los genitales, especialmente del pene masculino, se haría con la intención de aumentar o representar la fertilidad humana y de la naturaleza. Entre los mayas, en el momento de la siembra, el rey y el sumo sacerdote de cada templo perforaban su miembro viril y la sangre recogida en un cuenco se salpicaba sobre los campos.

## Ritual maya

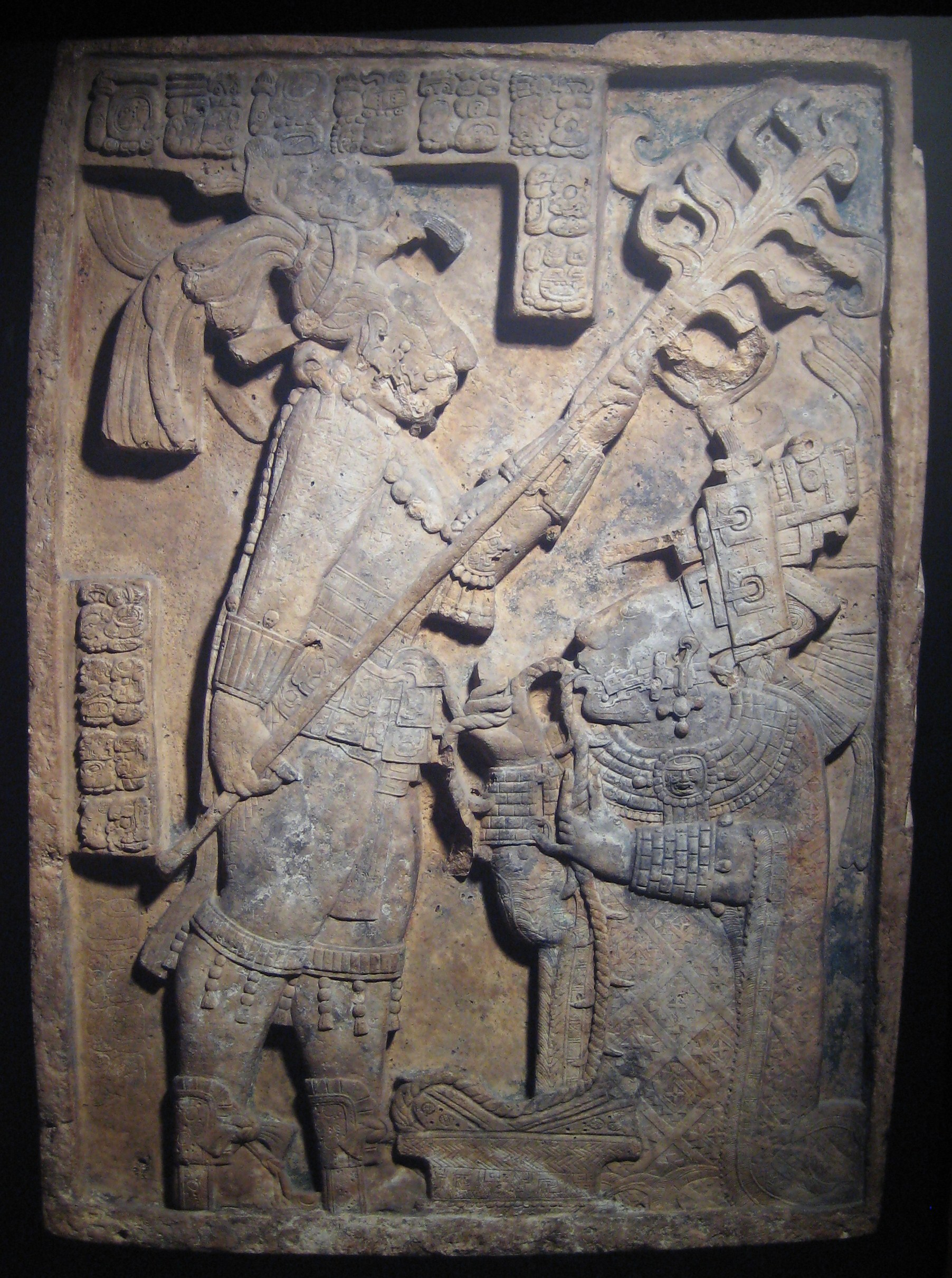
Dintel 24 en Yaxchilán, que representa a la Señora Xoc pasando una cuerda de púas a través de la lengua.

Los derramamientos de sangre rituales eran típicamente realizados por la élite, líderes de asentamientos y figuras religiosas (por ejemplo, chamanes y sacerdotes) dentro de contextos visibles para el público. Los rituales se realizaban en las cimas de las pirámides o en las plataformas elevadas de las acrópolis que generalmente estaban asociadas con plazas o patios amplios y abiertos (donde las multitudes podían congregarse y ver el derramamiento de sangre). Con la sangre extraída se untaban las estatuas de los dioses o se derramaba sobre hojas de papel que luego se quemaban para que con el humo ascendiera al cielo. Esto se hacía para demostrar la conexión que tenía la persona que realizaba el autosacrificio con la esfera sagrada y, como tal, un método utilizado para mantener el poder político al legitimar su destacada posición social, política y/o ideológica.
Si bien generalmente lo llevaba a cabo un hombre gobernante, también se sabe que mujeres prominentes realizaron el acto. La tumba de una mujer en El Perú (llamada "Tumba de la reina") contiene entre su abundante ajuar funerario una espina ceremonial de raya asociada con su región pélvica: espinas y puntas eran llevadas en bolsas de tela o piel colgando de los cinturones. 
Uno de los dinteles más conocidos del arte maya precolombino, el Dintel 24 de Yaxchilán (derecha), muestra a la Señora Xoc pasando una cuerda de púas a través de la lengua. Frente a ella, se muestra a su esposo y gobernante de Yaxchilán, Escudo Jaguar, sosteniendo una antorcha.

## Trasfondo ideológico
Entre todas las culturas mesoamericanas precolombinas, el sacrificio, en cualquier forma, era una actividad profundamente simbólica y altamente ritualizada con un fuerte significado religioso y político. Se realizaban varios tipos de sacrificios dentro de una variedad de contextos socioculturales y en asociación con una variedad de actividades, desde eventos cotidianos hasta aquellos realizados en un ambiente ritual por las élites y linajes gobernantes con el objetivo de mantener la estructura social, ya que los autosacrificios de sangre de los gobernantes a los dioses mostraban el poder que tenían y su conexión con ellos. 
En esencia, el sacrificio simbolizaba la renovación de la energía divina y, al hacerlo, la continuación de la vida. La capacidad del derramamiento de sangre para hacer esto se basa en dos conceptos entrelazados que prevalecen en el sistema de creencias maya. La primera es la noción de que los dioses habían dado vida a la humanidad sacrificando partes de sus propios cuerpos. El segundo es el foco central de su mitología en la sangre humana, que significaba la vida tanto entre los mayas como entre los demás pueblos precolombinos. Dentro de su sistema de creencias, la sangre humana estaba compuesta parcialmente de la sangre de los dioses, quienes sacrificaron su propia sangre divina para crear vida en los primeros humanos. Así, para mantener continuamente el orden del universo, los mayas creían que había que devolver la sangre a los dioses. Los gobernantes ofrecían su sangre para aumentar el poder de los dioses a cambio de que les dieran a su vez poder y vida.

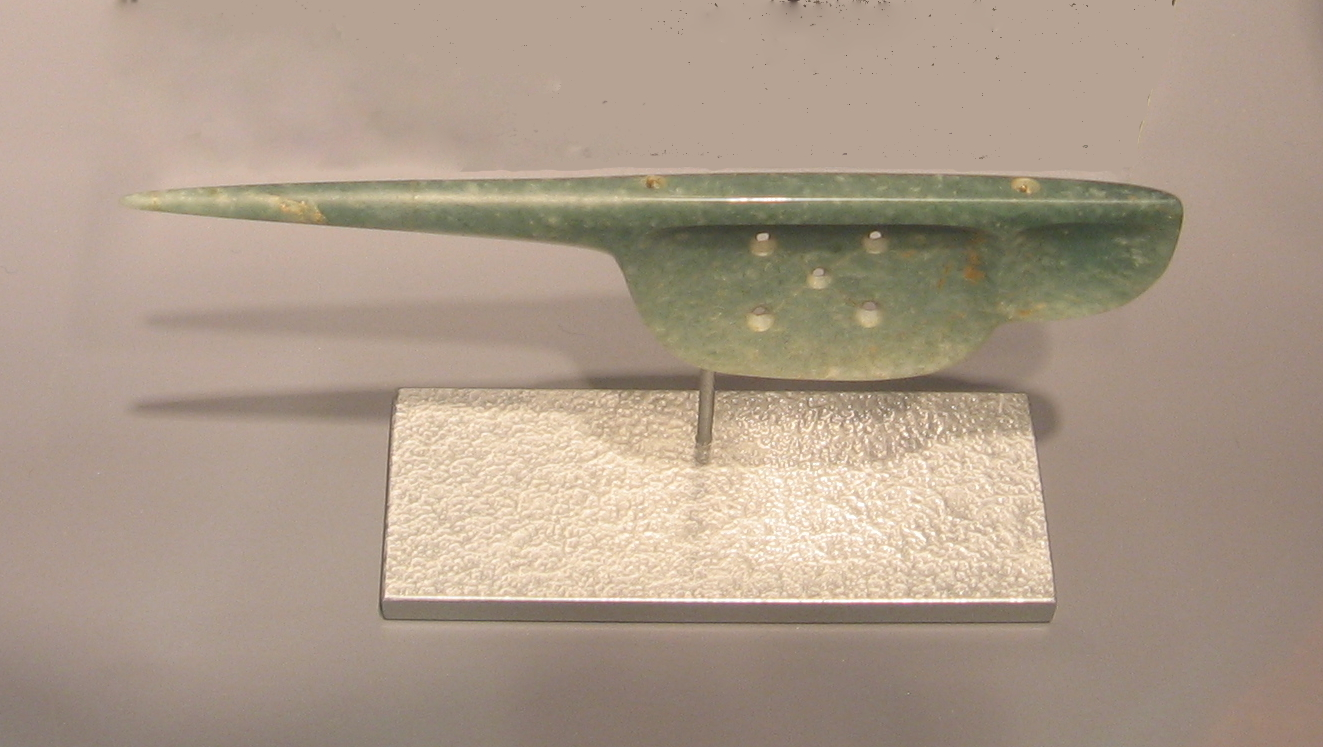
"Cuchara" de jadeíta de estilo olmeca, que se cree que es un perforador, de Guerrero. 1500-300 a. C.

## Representaciones del derramamiento de sangre
A diferencia de las culturas posteriores, no hay representación de un derramamiento de sangre real en el arte olmeca. Sin embargo, existe evidencia sólida de su práctica en las réplicas de jade y cerámica de espinas de raya y dientes de tiburón, así como en representaciones de dichos artículos en monumentos y estelas  y en la iconografía. 
Una traducción propuesta de la Estela 1 de La Mojarra de la Cultura epiolmeca, que data aproximadamente del año 155 d. C., habla del derramamiento de sangre ritual del gobernante perforando su pene y sus nalgas, así como lo que parece ser un sacrificio ritual del cuñado del gobernante. 
El derramamiento de sangre impregnó la vida maya. Los reyes realizaban derramamientos de sangre en cada evento importante: en las ceremonias dedicatorias de templos y palacios, en los entierros, en las bodas y los nacimientos requerían un primer sangrado del neonato.  Como lo demuestran los dinteles 24 y 25 de Yaxchilán, y se duplica en los dinteles 17 y 15, el derramamiento de sangre en la cultura maya también era un medio para una búsqueda de visiones, donde el ayuno, la pérdida de sangre, el extremo dolor y tal vez el consumo de alucinógenos provocaban estados alterados de conciencia que conducían a visiones de ancestros o dioses.
Contemporáneo de los mayas, el panel centro-sur del Juego de Pelota Sur del periodo Clásico en El Tajín muestra al dios de la lluvia perforando su pene, cuya sangre fluye y repone una tinaja de la bebida alcohólica ritual pulque. 

## Primeras reacciones europeas
Después de la conquista española de los aztecas en 1521, muchos misioneros-etnógrafos españoles llegaron y registraron descripciones gráficas y a menudo antipáticas de estos rituales entre los pueblos de habla maya y náhuatl. Aunque la mayoría de los españoles entendían el significado religioso de los ritos, creían que tal idolatría simplemente confirmaba la necesidad de una rápida conversión al cristianismo. Algunos también confundieron incorrectamente la sangría genital con la circuncisión, sobre todo porque creían que los indios eran descendientes de las tribus perdidas de Israel,  como explica Diego de Landa en un manuscrito de 1566:
"A veces sacrificaban su propia sangre, cortando alrededor de las orejas en tiras que dejaban colgar como señal. Otras veces se perforaban las mejillas o el labio inferior; otras veces se hacían cortes en partes del cuerpo, o se perforaban la lengua en cruz y pasaban tallos, causando extremo dolor, otra vez cortaban la parte sobrante del pene, dejando la carne en forma de dos orejas caídas: fue esta costumbre la que engañó al historiador general de las Indias, diciendo que practicaban la circuncisión."  